# Confederação Nacional da Indústria

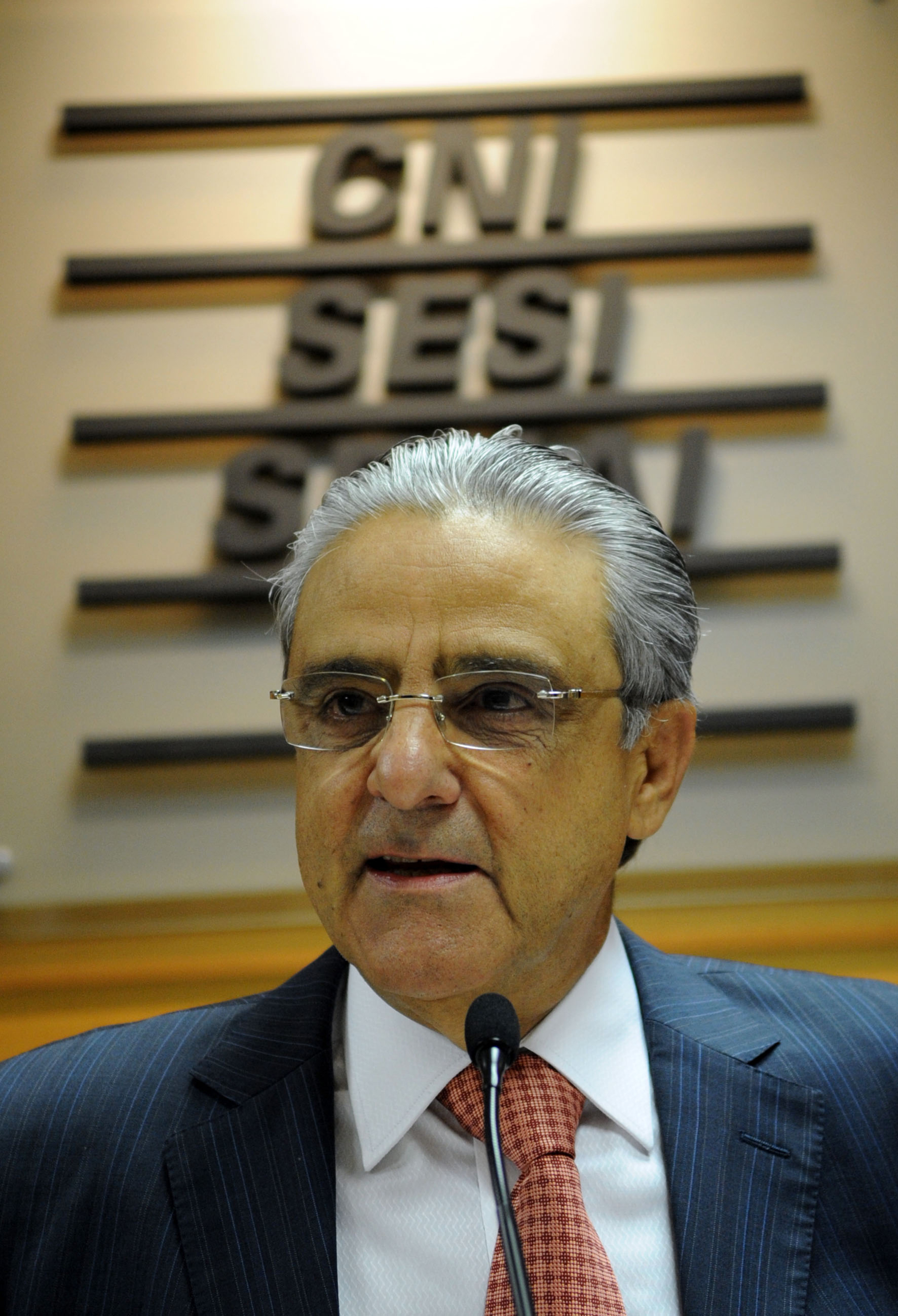
Em 17 de novembro de 2010, o então presidente da CNI, Robson Braga de Andrade, anunciava a agenda da indústria para os próximos quatro anos. Foto:Wilson Dias/ABr

A Confederação Nacional da Indústria (CNI) é a instituição máxima de organização do setor industrial brasileiro. Coordena um sistema formado por 27 federações de indústria dos estados e do Distrito Federal - às quais estão filiados 1.016 sindicatos patronais - e administra o Serviço Nacional de Aprendizagem Industrial (SENAI), o Serviço Social da Indústria (SESI) e o Instituto Euvaldo Lodi (IEL). Foi criada em 12 de agosto de 1938 por uma iniciativa de quatro federações de indústrias: São Paulo, Minas Gerais, Rio Grande do Sul e Rio de Janeiro.
Sua sede é localizada em Brasília no edifício Roberto Simonsen (SBN).
O atual presidente é Ricardo Alban, empresário eleito em maio de 2023 em substituição à Robson Braga de Andrade, antigo presidente que exercia a função desde 2010, quando fora eleito para assumir o lugar de Armando Monteiro, que se licenciou na época para concorrer na eleição parlamentar de 2010.

## História

Sociedade Auxiliadora da Indústria Nacional da qual a atual CNI é derivada.

Entidade sucessora do Centro Industrial do Brasil (CIB). O CIB foi fundado em 1904 por meio da fusão entre a Sociedade Auxiliadora da Indústria Nacional (SAIN), criada em 1831, e o Centro Industrial de Fiação e Tecelagem do Rio de Janeiro.
No início da década de 1930 se dividiu e se reorganiza com natureza jurídica de confederacionamentos vindo a terminar por se transformar na CNI  em 12 de agosto de 1938.
O objetivo era promover o desenvolvimento e a prosperidade dos diversos ramos da indústria nacional, propondo a divulgação de projetos e leis em discussão no país que dissessem respeito à indústria.
Estimulou a criação de várias Federações Industriais por todo Brasil. Sua principal meta era consolidação de leis e pela colaboração entre estados e governo federal em busca do desenvolvimento do país. Durante o período marcado pelo desenvolvimentismo (anos 1930 a 1945), a CNI foi órgão ativo representante do desenvolvimentismo privatista.
Por três décadas o CIB teve participação ativa do presidente da Companhia Cervejaria Brahma, Johann Künning.
Foi fundada pelos industriais e educadores Euvaldo Lodi, Horácio Lafer e Vicente Galiez.

## Missão
"Defender e representar a indústria na promoção de um ambiente favorável aos negócios, à competitividade e ao desenvolvimento sustentável do Brasil."
Suas ações são voltadas para promover o aperfeiçoamento tecnológico da indústria nacional e melhorar a competitividade internacional do produto brasileiro.

## Federações filiadas
| - Federação das Indústrias do Estado do Acre (FIEAC) - Federação das Indústrias do Estado de Alagoas (FIEA) - Federação das Indústrias do Estado do Amazonas (FIEAM) - Federação das Indústrias do Estado do Amapá (FIEAP) - Federação das Indústrias do Estado da Bahia (FIEB) - Federação das Indústrias do Estado do Ceará (FIEC) - Federação das Indústrias do Distrito Federal (Fibra) - Federação das Indústrias do Estado do Espírito Santo (Findes) - Federação das Indústrias do Estado de Goiás (FIEG) - Federação das Indústrias do Estado do Maranhão (FIEMA) - Federação das Indústrias do Estado de Minas Gerais (FIEMG) - Federação das Indústrias do Estado de Mato Grosso do Sul (FIEMS) - Federação das Indústrias do Estado de Mato Grosso (FIEMT) | - Federação das Indústrias do Estado do Pará (FIEPA) - Federação das Indústrias do Estado da Paraíba (FIEPB) - Federação das Indústrias do Estado de Pernambuco (FIEPE) - Federação das Indústrias do Estado do Piauí (FIEPI) - Federação das Indústrias do Estado do Paraná (FIEPR) - Federação das Indústrias do Estado do Rio de Janeiro (FIRJAN) - Federação das Indústrias do Estado do Rio Grande do Norte (FIERN) - Federação das Indústrias do Estado de Rondônia (FIERO) - Federação das Indústrias do Estado de Roraima (FIER) - Federação das Indústrias do Estado do Rio Grande do Sul (Fiergs) - Federação das Indústrias do Estado de Santa Catarina (FIESC) - Federação das Indústrias do Estado de Sergipe (FIES) - Federação das Indústrias do Estado de São Paulo (FIESP) - Federação das Indústrias do Estado do Tocantins (FIETO) |